# Margine continente-oceano
Il margine continente-oceano (nella terminologia in lingua inglese abbreviato in COB, dall'espressione "continent-ocean boundary") o transizione continente-oceano, è il margine o superficie di separazione tra la crosta continentale e la crosta oceanica lungo un margine passivo.
L'identificazione dei margini continente-oceano risulta importante per riuscire a definire i confini tra le placche tettoniche al tempo della loro frammentazione, in modo da poter ricostruire la geometria e la posizione degli antichi continenti, come nel caso della frammentazione della Pangea.

## Tecniche di identificazione
- Inversione gravitazionale: le discontinuità nella struttura terrestre (come la discontinuità di Mohorovičić) possono essere rilevate attraverso l'analisi dei dati delle anomalie gravitazionali ottenuti per via satellitare che permettono di rilevare le variazioni dello spessore della crosta terrestre.[1]
- Bande magnetiche: molte aree della crosta oceanica mostrano caratteristiche bande dovute alla periodica inversione geomagnetica durante la formazione rilevabile a livello delle dorsali oceaniche. La crosta continentale è invece magneticamente più costante.
- Dati di rifrazione e riflessione sismica a grande angolo: questi dati permettono una localizzazione precisa del margine continente-oceano attraverso la determinazione delle velocità di propagazione delle onde sismiche di tipo P lungo un profilo. I due tipo di crosta terrestre hanno velocità di onde P nettamente diverse.

## Importanza economica
L'esplorazione petrolifera tende a spostarsi al largo delle coste alla ricerca di potenziali depositi nei margini passivi, sapendo che la localizzazione di un margine continente-oceano è importante per prevedere la possibilità del ritrovamento di idrocarburi.